# Білий чавун
Бі́лий чаву́н — чавун, в якому весь вуглець хімічно зв'язаний з залізом і міститься у вигляді карбіду Fe3C (цементиту).
За ДСТУ 2891-94: Білий чавун (структурнобілий чавун) — чавун, який має після тверднення ледебуритно-карбідно-перлітну структуру і не містить видимих під мікроскопом включень графіту.
Так як у білому чавуні весь вуглець перебуває у вигляді цементиту, такий чавун у зломі має світлий відтінок.

## Види
Залежно від кількості вуглецю білі чавуни поділяють згідно з діаграмою стану на доевтектичні (від 2,14 до 4,3 % вуглецю), евтектичні (4,3 %С) і заевтектичні (від 4,3 до 6,67 %С).
Мікроструктура доевтектичного чавуну має три структурні складові: перліт, ледебурит і вторинний цементит. Перліт спостерігається у вигляді темних зерен, а ледебурит — у вигляді окремих ділянок. Кожна така ділянка являє собою суміш дрібних округлених або витягнутих зерен перліту, рівномірно розміщених в білій цементитній основі. Зі збільшенням концентрації вуглецю в до евтектичному чавуні доля ледебуриту в структурі збільшується за рахунок зменшення ділянок, зайнятих перлітом і вторинним цементитом. Вторинний цементит спостерігається у вигляді світлих зерен.
Евтектичний чавун складається з ледебуриту, тобто рівномірною механічною сумішшю перліту з цементитом.
Заевтектичний чавун характеризується двома структурними складовими — первинним цементитом і ледебуритом. Зі збільшенням вуглецю кількість первинного цементиту в структурі зростає.

## Властивості
Білий чавун дуже крихкий та твердий, важко піддається обробці різанням і в практиці застосовується рідко (як правило, використовують для одержання ковкого чавуну).
Границя міцності білих чавунів при розтягненні σв = 200…400 МПа, при стиску σв = 1000…1600 МПа, твердість за Роквеллом HRC 30…68. Найстійкіші проти спрацювання чавуни леговані 12…24 % Cr. Чавуни із 34 % Cr і 1,5…2,2 % C корозієстійкі в кислотах, лугах і морській воді й жаростійкі при температурі до 1200°С.

## Використання
У промисловості використовуються в основному так звані відбілені чавуни — виливки з сірого чавуну з шаром білого чавуну у вигляді твердої кірки на поверхні. Із них виливають валки прокатних станів, стрілки трамвайних рейок, бандажі вагонних коліс, кулі різних млинів.
Відбілювання на деяку глибину (12…30 мм) отримують шляхом швидкого охолодження поверхні (наприклад, виливанням чавуну в металеві або піщані форми). Для зняття структурних напружень, які можуть призвести до утворення тріщин, виливки піддають нагріванню при 500…550 °С. Висока зносостійкість відбілених чавунів обумовлена твердістю поверхні, що досягає 400…500 HV.
Для збільшення зносостійкості білі чавуни легують хромом, ванадієм, молібденом та іншими карбідоутворюючими елементами. Маркування білих чавунів стандартом не встановлюється.